# Modesty Blaise (filme de 1966)
Modesty Blaise (Brasil: Modesty Blaise ) é um filme britânico, de 1966, dos gêneros aventura e espionagem, dirigido por Joseph Losey, roteirizado por Evan Jones, baseado nos quadrinhos  de Peter O’Donnell, música de John Dankworth.

## Sinopse
Modesty Blaise é contratada pelo governo britânico, para supervisionar a transferência de uma grande soma em dinheiro para um rei do petróleo.

## Elenco
- Monica Vitti ....... Modesty Blaise
- Terence Stamp ....... Willie Garvin
- Dirk Bogarde ....... Gabriel
- Harry Andrews ....... Sir Gerald Tarrant
- Michael Craig ....... Paul Hagan
- Clive Revill ....... McWhirter / Sheik Abu Tahir
- Alexander Knox	....... Ministro
- Rossella Falk ....... Mrs. Fothergill (como Rosella Falk)
- Scilla Gabel ....... Melina
- Michael Chow ....... Weng
- Joe Melia ....... Crevier
- Saro Urzì ....... Basilio
- Tina Aumont ....... Nicole (como Tina Marquand)
- Oliver MacGreevy ....... Homem tatuado
- Jon Bluming ....... Hans